# Kalobittacus bimaculatus
Kalobittacus bimaculatus is een schorpioenvliegachtige uit de familie van de hangvliegen (Bittacidae). De wetenschappelijke naam van de soort is voor het eerst geldig gepubliceerd door Esben-Petersen in 1914.
De soort komt voor in Mexico (Tabasco).